# Lijst van (voormalige) waterschappen in de Alblasserwaard
Dit een is lijst van (voormalige) waterschappen in de Alblasserwaard, een streek in het zuidoosten van de Nederlandse provincie Zuid-Holland.
- Waterschap Rivierenland (2005-heden)
  - Hoogheemraadschap van de Alblasserwaard en de Vijfheerenlanden (1984-2005)
    - De Nederwaard (?-1984)
    - De Overwaard (?-1984)
    - Hoogheemraadschap Groot-Alblasserwaard (1973-1984)
      - Hoogheemraadschap van de Alblasserwaard en de Landen van Arkel beneden de Zouwe (1947-1973)
        - Hoogheemraadschap van de Alblasserwaard (1277-1947)